# Richard Brancart
Richard Brancart (* 13. März 1922; † 4. September 1990) war ein belgischer Mittelstreckenläufer, der sich auf die 800-Meter-Distanz spezialisiert hatte.
Bei den Leichtathletik-Europameisterschaften 1946 in Oslo wurde er Achter.
Viermal wurde er Belgischer Meister (1941, 1943, 1945, 1946). Seine persönliche Bestzeit von 1:52,3 min stellte er am 26. August 1945 in Paris auf.